# Château de Launay (Sucé-sur-Erdre)
Pour les articles homonymes, voir Château de Launay.
Le château de Launay est un château situé à Sucé-sur-Erdre, en France.

## Historique
La terre sur laquelle, en 1471, est bâti le château de Launay appartient à l'évêque de Nantes. Il est édifié pour Jean du Perray.
Acquis par François de La Henriays en 1573, le site est vendu à Olivier de Carheil en 1609.
En 1793, lors de la Guerre de Vendée, Jean Pinard, un révolutionnaire, s'empare du château qui sert de dépôt d'armes aux Vendéens, et fait incendier l'édifice. Celui-ci est restauré en 1803.
Le monument est inscrit au titre des monuments historiques en 1967.